# Oferta
Oferta je návrh na uzavření smlouvy. Jde o projev vůle, který musí být dostatečně určitý ohledně podstatných náležitostí navrhované smlouvy, musí být konkrétně adresován a musí z něj vyplývat vůle navrhovatele (oferenta) jím být vázán. Jeho přijetí se pak označuje jako akceptace. Projev vůle, který není adresován, může být veřejným příslibem nebo veřejnou nabídkou. Pouhá veřejná výzva k podávání nabídek vlastní ofertou není, ale veřejnou soutěží o nejvhodnější nabídku. Oferta je upravena v § 1731 až 1739 občanského zákoníku.
Návrh na uzavření smlouvy začíná působit od doby, kdy dojde jeho adresátovi, tedy možnému akceptantovi. Do doby, než akceptant odešle jeho přijetí, jej lze odvolat. Oferta je však neodvolatelná po dobu, která byla případně určena pro její přijetí a také tehdy, pokud byla označena za neodvolatelnou. Ovšem ještě než je návrh doručen adresátovi, lze jej bez dalšího zrušit.
Každý návrh, a to i v případě jeho neodvolatenosti, zaniká vždy:
- zrušením ze strany oferenta, pokud toto zrušení dojde adresátovi nejpozději současně s návrhem,
- bezodkladným nepřijetím, jde-li o ústní návrh (ledaže z jeho obsahu vyplývá něco jiného),
- uplynutím lhůty, která byla určena pro přijetí,
- uplynutím (vzhledem k povaze smlouvy a použitým komunikačním prostředkům) přiměřené doby,
- odmítnutím.